# Eugenia ravenii
Eugenia ravenii är en myrtenväxtart som beskrevs av Cyrus Longworth Lundell. Eugenia ravenii ingår i släktet Eugenia och familjen myrtenväxter. Inga underarter finns listade i Catalogue of Life.